# Камарофиллопсис
Камарофилло́псис (лат. Camarophyllopsis) — род грибов из семейства гигрофоровых (Hygrophoraceae).

## Биологическое описание
- Шляпка 4—40 мм в диаметре, сначала полушаровидной, затем выпуклой и воронковидной формы, сухая, матовая, гигрофанная, серого, бурого или беловатого цвета.
- Гименофор пластинчатый, пластинки приросшие к ножке или низбегающие на неё, светлее шляпки или одного цвета с ней, редкие.
- Ножка у большинства видов сужающаяся книзу, реже ровная, сухая, в верхней части иногда чешуйчатая. Покрывало отсутствует.
- Мякоть хрупкая, одного цвета со шляпкой или светлее, без особого вкуса, со слабым травянистым, редечным или другим неприятным запахом или без него.
- Споры 3—7×2,5—6 мкм, широкоэллиптической формы, неамилоидные. Базидии булавовидной формы, четырёхспоровые. Цистиды отсутствуют. Трама пластинок неправильная или субпараллельная. Кутикула шляпки — эпителий или триходермис. Гифы у большинства видов без пряжек[1].

## Экология
Представители рода произрастают в лесах, на лугах, на почве, реже на растительных остатках.

## Виды
Род Камарофиллопсис включает около 30 видов.
- Camarophyllopsis albipes (Singer) Boertm., 2002
- Camarophyllopsis araguensis (Singer) Boertm., 2002
- Camarophyllopsis atropuncta (Pers.) Arnolds, 1986
- Camarophyllopsis atrovelutina (Romagn.) Argaud, 2002
- Camarophyllopsis darwinensis A.M. Young, 1997
- Camarophyllopsis dennisiana (Singer) Arnolds, 1986
- Camarophyllopsis foetens (W. Phillips) Arnolds, 1986
- Camarophyllopsis hiemalis (Singer & Clémençon) Arnolds, 1986
- Camarophyllopsis hymenocephala (A.H. Sm. & Hesler) Arnolds, 1986
- Camarophyllopsis kearneyi A.M. Young, 1999
- Camarophyllopsis lacunaris Bizio & Contu, 2004
- Camarophyllopsis leucopus (Singer) Boertm., 2002
- Camarophyllopsis micacea (Berk. & Broome) Arnolds, 1987
- Camarophyllopsis microspora (A.H. Sm. & Hesler) Bon, 1996
- Camarophyllopsis paupertina (A.H. Sm. & Hesler) Boertm., 2002
- Camarophyllopsis peckiana (Howe) Boertm., 2002
- Camarophyllopsis pedicellata (Natarajan & Manjula) Boertm., 2002
- Camarophyllopsis roseola (G. Stev.) Boertm., 2002
- Camarophyllopsis rugulosa (A.H. Sm. & Hesler) Arnolds, 1986
- Camarophyllopsis rugulosoides (Hesler & A.H. Sm.) Boertm., 2002
- Camarophyllopsis schulzeri (Bres.) Herink, 1958 — Камарофиллопсис Шульцера
- Camarophyllopsis subfuscescens (A.H. Sm. & Hesler) Arnolds, 1986
- Camarophyllopsis tetraspora (Singer) Raithelh., 1992